# Zeisel-Prey-ethersplitsing
De Zeisel-Prey-ethersplitsing, soms ook kortweg Zeisel-reactie genoemd, is een methode om via zure katalyse aromatische methyl- of ethylethers te splitsen. Simon Zeisel publiceerde in 1885 een methode om kwantitatief het aantal aromatische methoxygroepen van een structuur te bepalen. De reactie heeft de naam van deze analytische techniek meegekregen:
Als men anisol verwarmt in waterstofjodide (HI) zal de etherfunctie worden gesplitst in fenol enerzijds en joodmethaan anderzijds. MeI wordt overgedestilleerd naar een oplossing van AgNO3 en het gevormde AgI wordt gravimetrisch bepaald.
De methode werkt eveneens met waterstofbromide (HBr).